# 윈속
컴퓨팅에서 윈도우 소켓 API(Windows Sockets API, WSA), 나중에 변경된 이름 윈속(Winsock)은 윈도우 네트워크 응용 소프트웨어가 어떻게 네트워크 서비스, 특히 TCP/IP에 접근해야 하는지를 규정한 API이다. 윈도우 TCP/IP 클라이언트 애플리케이션(예: FTP 클라이언트나 웹 브라우저)과 기반이 되는 TCP/IP 프로토콜 스택 간 표준 인터페이스를 정의한다. 이 구현체는 프로그램들 간 통신을 위해 BSD에 사용된 버클리 소켓 API에 기반을 둔다.